# CAMAIR (basket-ball)
CAMAIR est un club de basket-ball basé à Douala (Cameroun), portant le nom de la compagnie Cameroon Airlines.
Le club est finaliste de la Coupe d'Afrique des clubs champions en 1979,.